# Otavnik
za drug pomen glej Otavnik (potok)
Otavnik je naselje v Občini Sevnica. Naselje leži na Dolenjskem in je del Posavske statistične regije.

## Izvor krajevnega imena
Krajevno ime je verjetno izpeljano iz otava, tj. 'druga košnja'. Če je razlaga pravilna, ime prvotno označuje travnik, na katerem kosijo dvakrat, za razliko od senožeti, po katerih kosijo le enkrat. V starih listinah so zapisi leta 1252 Motevnich, približno leta 1306 Montaunich, 1392 Octemb, prib. 1406 Atavnick in 1421 Matawnikc. Iz te osnove je na Slovenskem še krajevno ime Otavice (v starih listinah leta 1340 Ottawnich, 1436 dorff Ottawnikch) in morda tudi ime potoka Otavščica.